# Ninikowo
Ninikowo – wieś sołecka w północno-zachodniej Polsce, położona w województwie zachodniopomorskim, w powiecie gryfickim, w gminie Karnice.
Według danych pod koniec 2004 roku wieś miała 78 mieszkańców.
W latach 1946–1998 miejscowość administracyjnie należała do województwa szczecińskiego.

## Zabytki
- park dworski, XIX, nr rej.: A-1619z 26.11.1980, pozostałość po dworze